# 腾冲千户所
腾冲千户所，明朝时设置的千户所。
永乐元年（1403年）置，治所在今云南省腾冲县。属金齿军民指挥使司。宣德六年（1431年）直属云南都司，正统十年（1445年）改为腾冲卫。